# Cibakházi Holt-Tisza
A Cibakházi Holt-Tisza a Tisza magyarországi folyószakaszának az egyik leghosszabb holtága, 17 kilométert megközelítő teljes hosszúságával. Közigazgatásilag Jász-Nagykun-Szolnok vármegye középső-déli részén, nagyobbrészt Cibakháza, kisebb részben Nagyrév területén helyezkedik el.

## Leírása
A nagy kanyarokkal rendelkező, megközelítően U alakú holtág felső vége a Tisza 294,7-es folyamkilométerénél, az alsó vége alig több mint egy kilométerrel lejjebb, a 293,5-ös folyamkilométernél van, a folyó bal partján. A mentett oldalon, tehát a bal parti árvízvédelmi töltésen kívül helyezkedik el, hossza 16,886 kilométer, medrének átlagos szélessége 139,1 méter, átlagos mélysége 2,65 méter, vízterülete 118,59 hektár, víztérfogata pedig 2,014 millió köbméter. Területének nagyjából 65 %-át (91 hektárt) Cibakháza nagyközség önkormányzata birtokolja – amely egyben a teljes vízterület kezelője is –, a nagyrévi része pedig állami tulajdon.
A holtág igazi vadvíznek tekinthető, annak ellenére is, hogy több szakaszán találhatók nyaralók, horgászállások. A tisztaság megőrzése érdekében a part több szakaszán találhatók szemétgyűjtők, melyek rendszeres ürítéséről a kezelő gondoskodik.

### Szakaszai
A holtág folyásirány szerint legelső, különálló szakasza még a hullámtérben található, ennek neve Kistorok. Az árvízvédelmi töltés után egy nagyobb vízfelületű szakasza következik, ami a Szakadás nevet viseli. Utána egy előrehaladottabb eutrofizációjú, növényzettel dúsan benőtt szakasza jön, a következő nagyobb vízfelületű szakasz a Pipagyújtó nevet viseli. Onnét újra egy több kilométer hosszú, dús növényzetű szakasza következik, amely egyedülálló madárvilág otthona és majdnem Cibakháza belterületének északi széléig, a Sárszögi hídig tart.
A belterület északi része melletti szakasz neve Partalja vagy Falualja, majd egy egyenes külterületi szakasz az Árvád, az azt követő kanyar a Kisörvény, a folytatásban egy újabb egyenes szakasz a Versenypálya nevet kapta. A belterület déli része melletti szakasz neve Dora, ott ismét egy híd ível át felette, a Dorai híd, majd egy újabb nagy kanyar következik, ami a Nagyörvény nevet viseli, itt található a holtág legmélyebb pontja 7 métert meghaladó mélységgel. Legdélebbi szakaszának neve Jégverem, ami után északnak fordul; a Nagyrév belterületi részét kísérő szakasz a Haskó nevet viseli, majd egy következő szakasza Kavics néven húzódik. Ebben az irányban is van egy különálló szakasza, már az árvízvédelmi töltés belső oldalán, a hullámtérben, ez a Nagytorok elnevezést kapta.

## Története
A holtágat a Tisza szabályozása során, tehát mesterséges úton hozták létre, 1856-ban, a folyón végrehajtott 78-as számú átmetszés eredményeként.
Érdelesség az átvágásról, hogy Paleocapa 1846-ban írt „Vélemény a Tiszavölgy rendezésérül” című munkájában a Vásárhelyi által megtervezett cibakházi átvágást nem javasolja: „kihagyván ellenben a 78. számú átvágást, vagyis a folyót továbbra is Czibakházához közel folyni engedvén.” (44. oldal) Ezt a javaslatot azonban egy kis léptékű térkép alapján tette, később már okszerűnek tartotta az átvágást, bár akkor is aggályosnak vélte, hogy Cibakháza így messzebb kerül a folyótól.
Végül az átvágás mégis megvalósult, és ezzel Cibakháza elvesztette átkelőhelyi szerepét, ami jelentőségének csökkenését, majd városi rangjának elvesztését is okozta.

## Élővilága

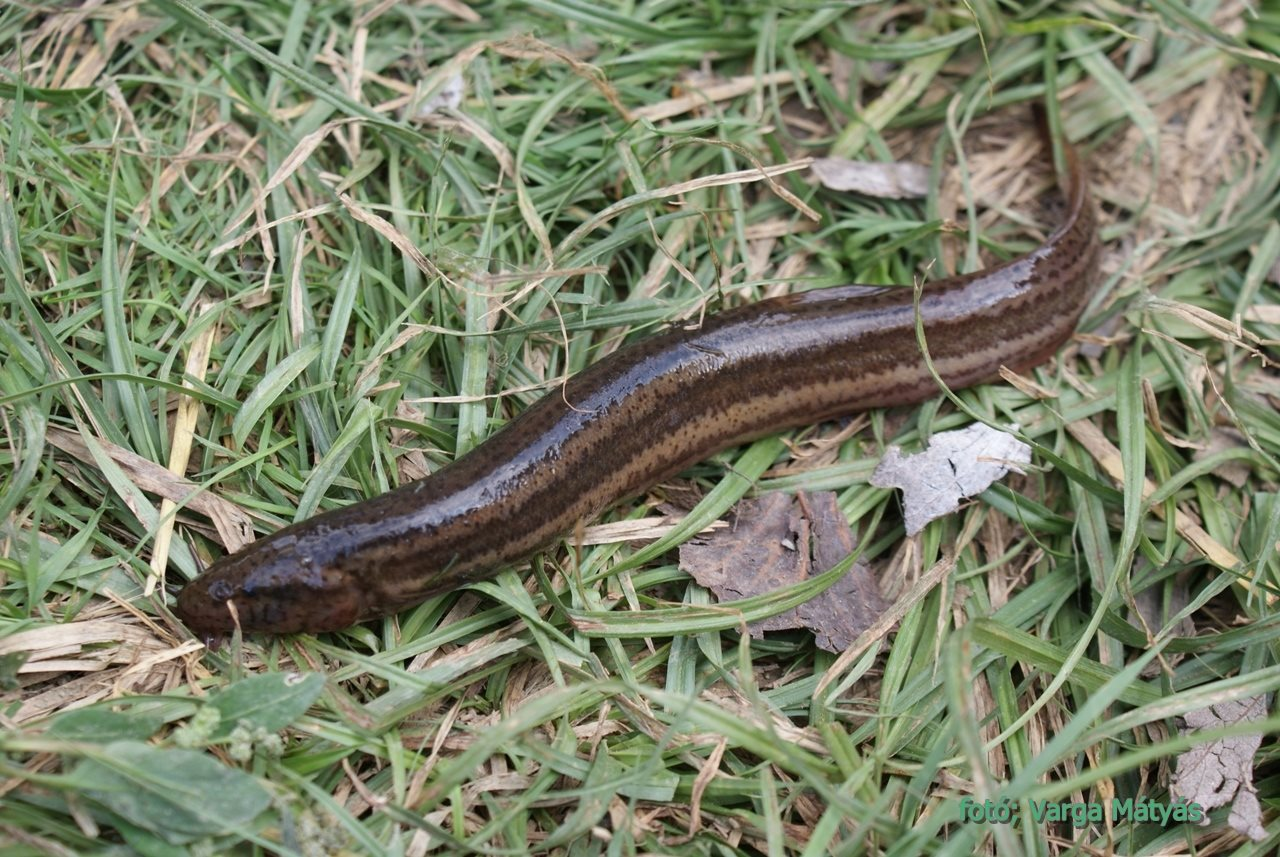

A holtág népszerű horgászvíz, halállományának főbb fajai a ponty, a compó, az amur, a csuka, a süllő és a harcsa. Több évtizede a holtágba angolnát is telepítettek, néhány egyedet még napjainkban is fognak az időközben jócskán megkopott angolnaállományból. Említésre méltó még a balin és keszegfélék állománya. A holtágakra jellemzően idegenhonos halfajok is élek a holtágban. Az ezüstkárászt a horgászok is kedvelik és a köreikben kevésbé szeretett busák is szép számmal élnek a vízben. A kártékony törpeharcsa állományát folyamatosan gyérítik 
Igen gazdag a holtág madárvilága is. A szárcsa és több réceféle (leginkább a tőkés réce) nagy számban fészkel a part menti nádasokban, de előfordul itt több vöcsökfaj, vörös gém, szürke gém, és több helyen fészkel nagy kócsag is. A horgászok bánatára kormoránok is látogatják a vízterületet. 

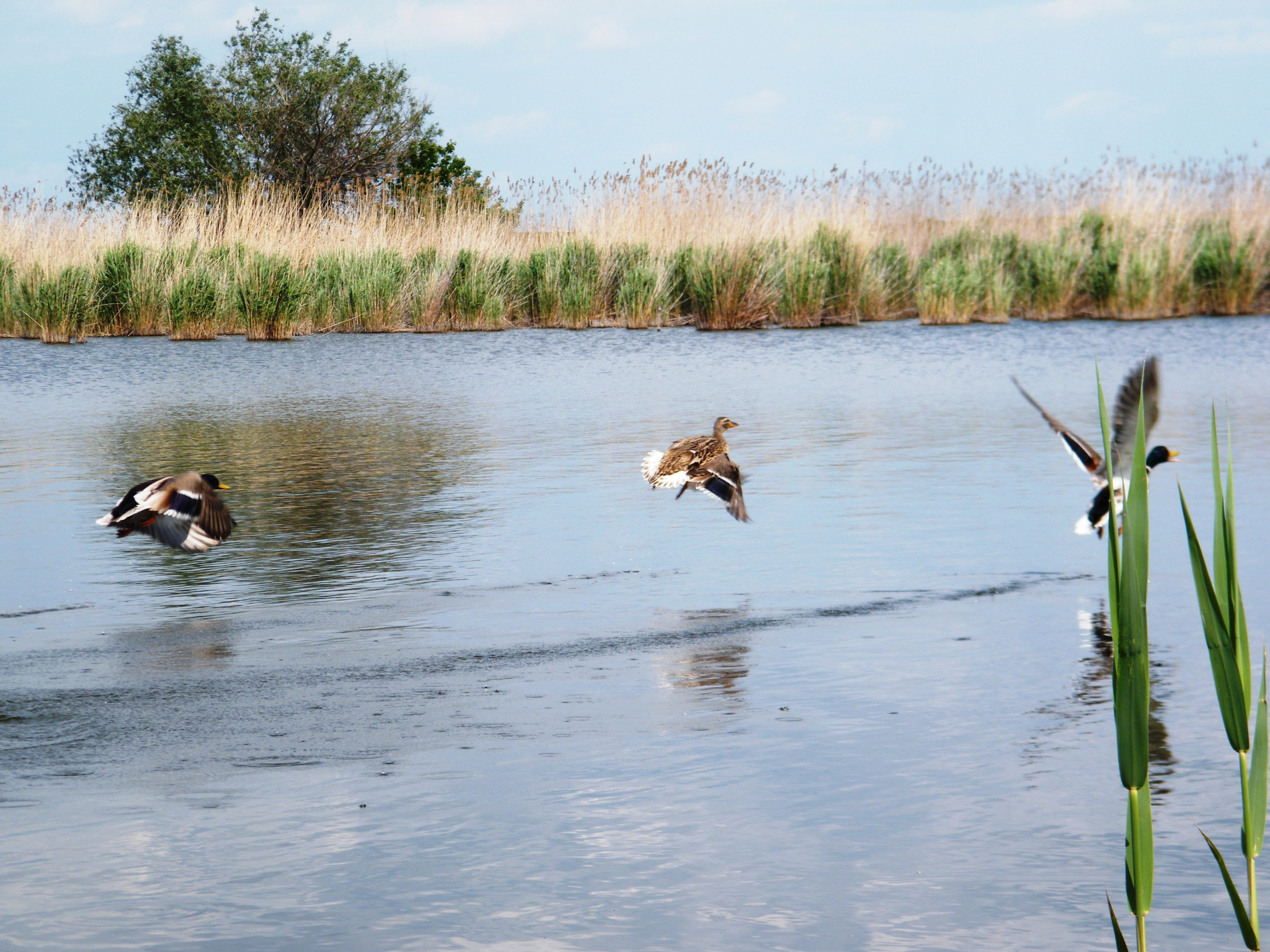

Az emlősök közül a közelmúltban megjelent hódok, valamint a nehezen megfigyelhető, rejtőzködő életet élő vidrák érdemelnek említést.

## Hasznosítása
A holtágat leginkább halgazdálkodási, horgászati céllal hasznosítják, erről a Cibakházi Vegyesüzemi Horgászegyesület gondoskodik. Az egyesület a könnyen megközelíthető partszakaszokon rendszeresen karbantartott és tisztán tartott horgászállásokat, illetve egy versenypályát is fenntart; utóbbin saját horgászversenyeket is rendez, illetve más szervezeteknek is helyszínt biztosít hasonló rendezvényekhez. A versenyeken felül más programokat is szerveznek, melyek közül kiemelkedik az évenként megrendezett, több tucatnyi iskolás számára foglalkozásokat és szórakozást biztosító horgásztábor. 

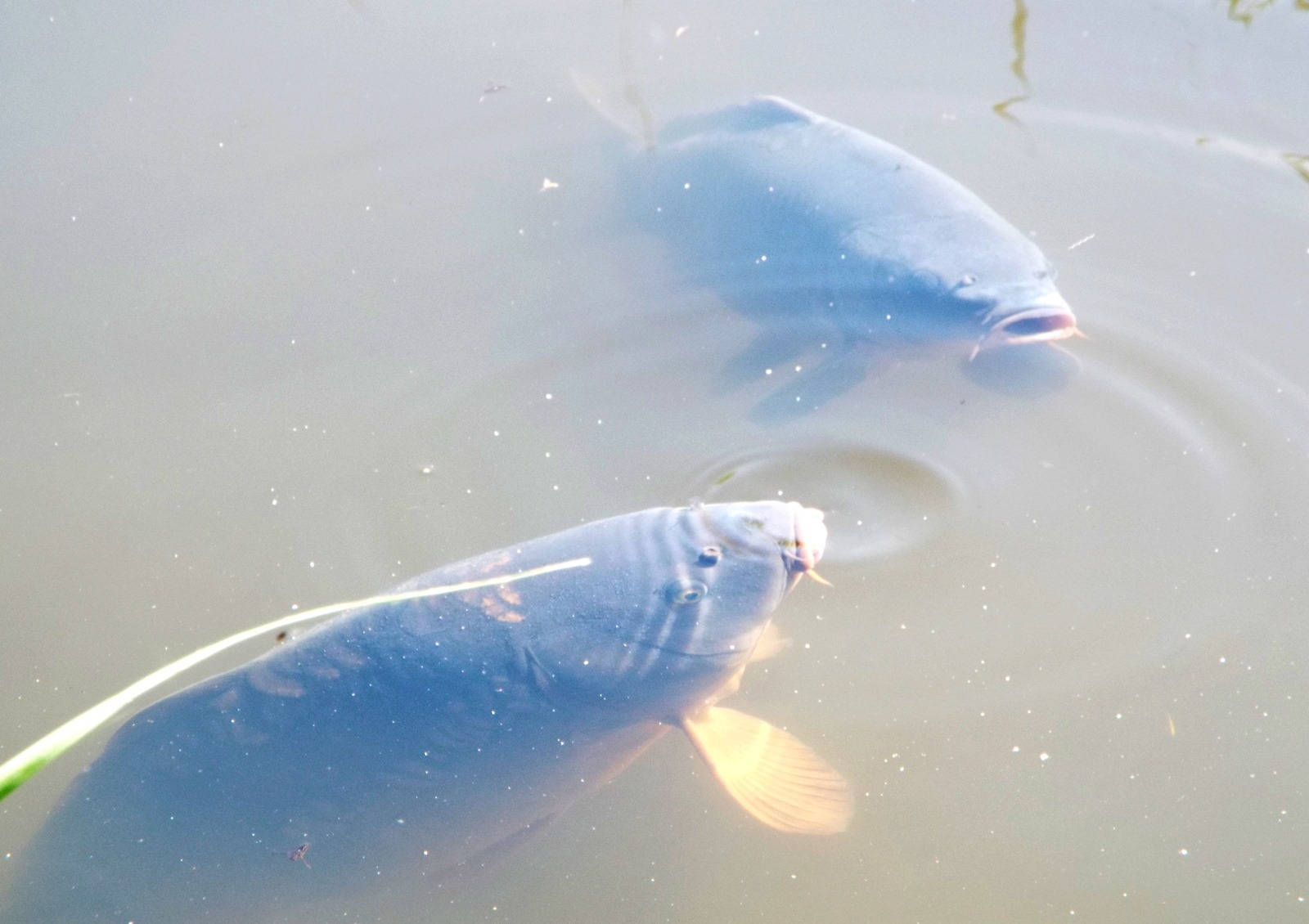

Az egyesület változó mennyiségben és fajösszetételben, de évente több ízben végez haltelepítést, az invazív törpeharcsa állományát pedig évről évre rendszeresen gyérítik. A holtág területén 7 halőr tevékenykedik, akik az orvhalászat visszaszorítása érdekében éjjellátó eszközökkel is fel vannak szerelkezve. Honlapjuk tanúsága szerint évente közel kétezren horgásznak a vízen, éves, napi vagy 2 napi engedéllyel.

## Megközelítése
A holtág a legegyszerűbben a Martfű-Cserkeszőlő közti 4633-as úton (a 442-es főút régi nyomvonalán) közelíthető meg, amely áthalad Cibakháza központján, sőt egy szakaszon a part mentén húzódik. Nagyrévi szakaszait a 46 146-os számú mellékútról lehet megközelíteni, egy szakaszán az is a partvonalat kíséri.